# Terry Butcher
Terence Ian "Terry" Butcher (født 28. december 1958 i Singapore) er en tidligere engelsk fodboldspiller og senere manager, der spillede som forsvarsspiller. Han er medlem af Scottish Football Hall of Fame.

## Aktive karriere

### Klubkarriere
Butcher var som aktiv på klubplan tilknyttet Ipswich Town og Coventry City og Sunderland i hjemlandet, samt Rangers F.C. i Skotland. Med Ipswich, hvor han spillede i elleve år, vandt han både FA Cuppen og UEFA Cuppen, mens han hos Rangers vandt blandt andet tre skotske mesterskaber.

### Landshold
Butcher blev desuden noteret for hele 77 kampe og tre scoringer for Englands landshold. Han var en del af den engelske trup til både VM i 1982, VM i 1986 og VM i 1990. Størst succes opnåede englænderne ved sidstnævnte slutrunde, hvor de med Butcher i forsvaret nåede semifinalerne. 

## Trænerkarriere
I sine sidste aktive år, hos henholdsvis Coventry og Sunderland, var Butcher spillende manager. Efter at have indstillet sin aktive karriere var han i en årrække manager hos den skotske Premier League-klub Motherwell F.C., og har efterfølgende også stået i spidsen for Brentford F.C. i England, og været assistent for det skotske landshold. Pr. december 2013 har han været manager for Hibernian i Skotland, en post han har bestred frem til 2014.

## Titler
FA Cup
- 1978 med Ipswich Town

UEFA Cup
- 1981 med Ipswich Town

Skotsk Premier League
- 1987, 1989 og 1990 med Rangers F.C.

Skotsk Liga Cup
- 1987, 1988 og 1989 med Rangers F.C.